# 卡穆伊山脉
卡穆伊山脉（俄语：Хребет Камуй）是择捉岛东北端的山脉，位于梅德韦日半岛上，长18公里，宽10公里，属萨哈林州库里尔斯克区，日本方面劃歸北海道根室振兴局管轄。最高点杰蒙火山海拔1,205米。